# (1750) Eckert
(1750) Eckert es un asteroide que forma parte del grupo de los asteroides que cruzan la órbita de Marte y fue descubierto por Karl Wilhelm Reinmuth el 15 de julio de 1950 desde el observatorio de Heidelberg-Königstuhl, Alemania.

## Designación y nombre
Eckert recibió al principio la designación de 1950 NA1.
Posteriormente se nombró en honor del astrónomo estadounidense Wallace J. Eckert (1902-1971).

## Características orbitales
Eckert está situado a una distancia media de 1,927 ua del Sol, pudiendo alejarse hasta 2,259 ua y acercarse hasta 1,594 ua. Tiene una inclinación orbital de 19,09° y una excentricidad de 0,1726. Emplea en completar una órbita alrededor del Sol 976,7 días.
Eckert pertenece al grupo asteroidal de Hungaria.